# Luce (Tramonti a nord est)
Pour les articles homonymes, voir Luce.
Luce (Tramonti a nord est) est une chanson d'Elisa écrite avec Zucchero avec laquelle la chanteuse remporte le festival de Sanremo 2001. C'est son premier titre traduit en italien, la chanson ayant été d'abord écrite en 2000 en anglais sous le titre Come Speak to Me.